# پائولو سارپی

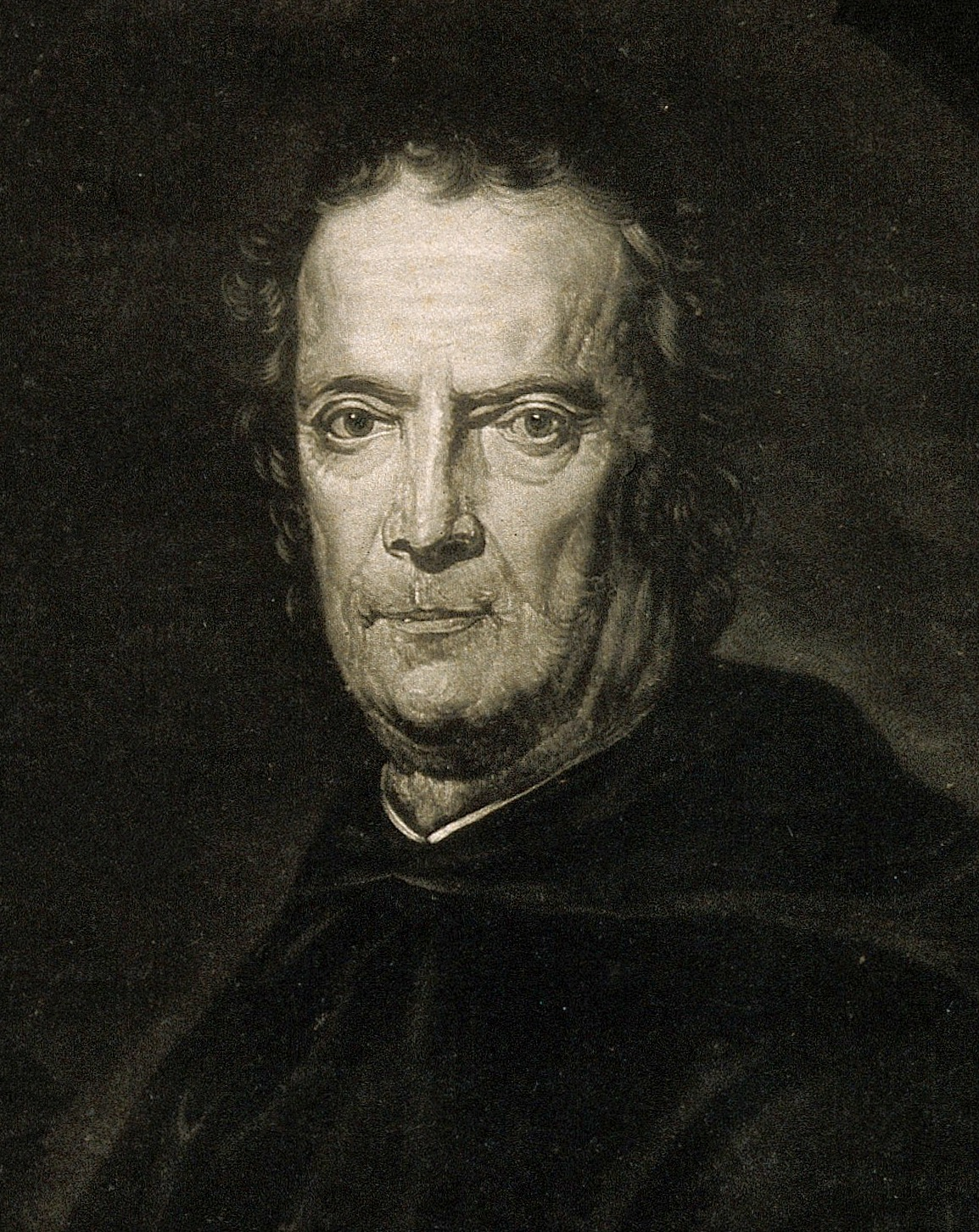

پائولو سارپی (۱۴ اوت ۱۵۵۲ – ۱۵ ژانویه ۱۶۲۳)، روحانی حقوقدان و سیاستمدار و وطن‌پرست، محقق، دانشمند و اصلاح طلب ایتالیایی بود.
وی کمک فراوانی به اشاعه مذهب پروتستان کرد و در نظر داشت تمام پروتستان‌ها را با هم متحد کند تا در مقابل کلیسای رم قد علم نمایند.(کونل ص۵۱)
سارپی دوست گالیله بود. گالیله در ژوئیهٔ سال ۱۶۰۹، هنگامی که چهل و پنج ساله بود، به دیدار او در ونیز شتافت. در ایامی که نزد او اقامت داشت، سارپی نقل کرد که از طریق رابطهای خارجی خود مطلع شده است که عینک‌سازی هلندی، به نام هانس لیپرسهای ابزاری اختراع کرده است که آن را تلسکوپ می‌نامد. سارپی به اختصار گفت که این ابزار با قرار دادن دو عدسی در دو سر یک لوله ساخته می‌شود. وقتی چنین ابزاری به طرف شیئی دور گرفته شود، با گذاشتن یک سر لوله روی چشم و تماشا کردن جسم موردنظر از پشت دو عدسی، تصویری بزرگتر از آن دیده می‌شود. گالیله تحریک شده که خود یکی از آنها را بسازد. سارپی رئیس‌جمهور ونیز را واداشت که تلسکوپ گالیله را بخرد. رئیس‌جمهور، تحت نفوذ سارپی، پیشنهادی مادام العمر به گالیله داد. رئیس‌جمهور مالک تلسکوپ می‌شد؛ و در عوض گالیله منصبی مادام العمر در دانشگاه پادووا می‌گرفت و حقوقی بسیار بیشتر از آنچه تاکنون به یک استاد ریاضیات پرداخت شده بود، دریافت می‌کرد.